# Gare de Monts
Gare de Monts vasútállomás Franciaországban, Monts településen.

## Vasútvonalak
Az állomást az alábbi vasútvonalak érintik:
- Párizs–Bordeaux-vasútvonal

## Kapcsolódó állomások
A vasútállomáshoz az alábbi állomások vannak a legközelebb:
- Gare de Villeperdue (Gare de Bordeaux-Saint-Jean, Párizs–Bordeaux-vasútvonal)
- Gare de Saint-Pierre-des-Corps (Paris Gare d’Austerlitz, Párizs–Bordeaux-vasútvonal)
- Gare de Tours